# Rosenlarv
Rosenlarv är ett feministiskt bokförlag. Förlaget bildades hösten 2005 i syfte att uppmärksamma litteratur utanför den traditionella litteraturhistorieskrivningen. Utgivningen bestod från början av äldre skönlitteratur, bland annat Anne Charlotte Leffler och Stina Aronson. Sedan 2010 ger förlaget även ut nyskriven skönlitteratur. Till exempel har den första svenska antologin med queer poesi, Omslag i redaktion av Linn Hansén och Athena Farrokhzad kommit ut på Rosenlarv.